# Masatoshi Shinomaki
Masatoshi Shinomaki (jap. 篠巻 政利 Shinomaki Masatoshi; ur. 6 października 1946 w prefekturze Chiba) – japoński judoka. Olimpijczyk z Monachium 1972, gdzie zajął jedenaste miejsce w kategorii open.
Złoty medalista mistrzostw świata w 1969 i 1971; trzeci w 1967. Uczestnik mistrzostw w 1973. Mistrz uniwersjady w 1967. Triumfator akademickich MŚ w 1966 roku.

## Letnie Igrzyska Olimpijskie 1972
| Konkurencja | Eliminacje              | Eliminacje             | Eliminacje          | Klas. końcowa |
| Konkurencja | Przeciwnik I            | Przeciwnik II          | Przeciwnik III      | Miejsce       |
| ----------- | ----------------------- | ---------------------- | ------------------- | ------------- |
| open        | Antonio Gallina (ARG) Z | Santiago Ojeda (ESP) Z | Klaus Glahn (FRG) P | 11.           |